# 岡谷市立小井川小学校
岡谷市立小井川小学校（おかやしりつ おいかわしょうがっこう）は、長野県岡谷市にある公立小学校。

## 概要
1873年（明治6年）4月、小井川・小口村合同で小井川公民館の地に開校する。1947年（昭和22年） 岡谷市立小井川小学校に改称する。
学校は、市街地の中央に位置する。2023年に開校150年を迎える。

## 沿革
- 1873年（明治6年）4月18日 - 小井川・小口村合同で小井川公民館の地に開校する。
- 1874年（明治7年） - 小井川小学校と改称。
- 1887年（明治20年） - 平野小学校小井川支校となる。
- 1890年（明治23年） - 現在地に新築移転。
- 1910年（明治43年） - 南校舎1棟新築。
- 1924年（大正13年） - 北校舎12教室新築。旧校舎取り壊し。
- 1932年（昭和7年） - 新体操場を新築。
- 1936年（昭和11年） - 平野村が岡谷市に。岡谷尋常小学校小井川部へ。
- 1941年（昭和16年） -  岡谷市小井川国民学校と改称。
- 1947年（昭和22年） - 岡谷市立小井川小学校に改称。
- 1951年（昭和26年） - 学区変更にともない中央小より小口区が通学区域になる。
- 1960年（昭和35年） - 校章・校歌制定。
- 1962年（昭和37年） - 体育館落成記念式典開催。
- 1969年（昭和44年） - プール完成。
- 1971年（昭和46年） - 現在の校舎完成。
- 1972年（昭和47年） - 開校100周年記念式典開催、「小井川賛歌」を作成。
- 1983年（昭和58年） - 4月18日を開校記念日と位置づける。
- 2004年（平成16年） - 教室耐震工事。
- 2005年（平成17年） - 体育館耐震工事。
- 2006年（平成18年） - 低学年プールを設置。

出典

## 通学区域
- 岡谷市[2]
  - 小井川1から11、14、19、20、21、25、29町内、小口、西堀

## 進学先中学校
- 公立学校は、岡谷市立岡谷北部中学校、岡谷市立岡谷東部中学校[2]

## 出身者
- 武井武雄(童画家)
- 高林千幸(岡谷蚕糸博物館館長)